# حی‌الشرائع
حی‌الشرائع (به عربی: حی الشرائع) یک منطقهٔ مسکونی در عربستان سعودی است که در استان مکه واقع شده‌است.